# تاتیل (داغستان)
تاتیل (به لاتین: Tatil) یک منطقهٔ مسکونی در روسیه است که در داغستان واقع شده‌است.